# Şeidlər
Şeidlər è un comune dell'Azerbaigian situato nel distretto di Şəmkir. 